# Феликс Аубек
Феликс Ото Аубек (Бад Фезлау, 19. децембар 1996) аустријски је пливач чија специјалност су трке слободним стилом. 

## Спортска каријера
Аубек је почео да се бави такмичарским пливањем 2013. када је постао члан екипе Нојкелн из Берлина. Исте године је дебитовао на међународној пливачкој сцени као један од учесника европског првенства за јуниоре које је те године одржаноу Познању. Свега годину дана касније дебитовао је и у сениорској конкуренцији, прво на Европском првенству у Берлину, а потом и на Светском првенству у малим базенима у катарској Дохи. 
На светским првенствима у великим базенима је дебитовао у Казању 2015, где му је најбољи резултат било 13. место у квалификацијама трке на 400 слободно. 
Учествовао је на европском првенству у Лондону 2016, где је освојио високо четврто место у финалу трке на 400 слободно, што је било и његово прво велико финале у сениорској каријери. Исте године дебитовао је и на Олимпијским играма у Рију, пливајужи у квалификационим тркама на 200 слободно (18), 400 слободно (25) и 1.500 слободно (42. место). Након Олимпијских игара одлази у Сједињене Државе где проводи наредне четири године студирајући на Универзитету Мичигена.
На светском првенству у Будимпешти 2017. је по први пут пливао у две финалне трке, на 400 слободно је био пети, а на 800 слободно шести учесник финалне трке. Пливао је и на светском првенству у корејском Квангџуу 2019 — 13. место на 400 слободно и 24. место на 800 слободно.